# Eric Holmberg
Eric Holmberg, född 5 maj 1885 i Åbo, död där 6 februari 1956, var en finländsk bibliotekarie. Han var sedan 1933 gift med Marianne Holmberg.
Holmberg blev filosofie kandidat 1910, anställdes därefter vid ett försäkringsbolag i Åbo, blev 1919 lärare vid Åbo handelsinstitut och anställdes samma år vid Åbo Akademis bibliotek, för vilket han var föreståndare 1927–1952, från 1935 med titeln överbibliotekarie. Han utvecklade biblioteket till ett finlandssvenskt nationalbibliotek, vilket under hans ledning blev ett av Finlands största vetenskapliga bibliotek. Han blev filosofie hedersdoktor 1947.